# УТР-2
УТР-2 (украинский Т-образный радиотелескоп-2) — Т-образный радиотелескоп в Харьковской области. Строительство было завершено в 1969 году.
Радиотелескоп УТР-2, который до настоящего времени является самым крупным и наиболее совершенным в мире инструментом декаметрового диапазона длин волн. Его отличительными особенностями являются: 
- большие линейные размеры (2x1 км) и эффективная площадь (150000 м2)
- высокая направленность (ширина диаграммы направленности около 0.5°)
- низкий уровень боковых лепестков
- широкий диапазон частот (8-33 МГц)
- электронное управление лучом в широком секторе по обеим координатам и многолучевость
- большой динамический диапазон и помехоустойчивость
- гибко изменяющаяся конфигурация, развитая система контроля и надежность работы[2]

Принадлежит Радиоастрономическому институту НАН Украины. Сооружён по инициативе академика С. Я. Брауде. Является частью радиоинтерферометра УРАН.
В результате боевых действий в ходе российского вторжения в 2022 г. телескоп получил серьезные повреждения, а здание, где был расположен измерительный комплекс обсерватории, научная аппаратура и жилые комнаты персонала, было полностью разрушено